# Sitka (město)
Sitka je město ve Spojených státech na ostrově Baranof u pobřeží jihovýchodního výběžku Aljašky. Žije v něm necelých devět tisíc obyvatel, s rozlohou 12 461 km² (včetně vodních ploch) je plošně největším městem USA. Dominantou města je vyhaslá sopka Mount Edgecumbe.

## Historie
Původními obyvateli byli Tlingitové, v roce 1799 zde Alexandr Andrejevič Baranov založil obchodní stanici Novoarchangelsk Rusko-americké společnosti a po vítězné válce s domorodci zde v roce 1804 Rusové vybudovali pevnost Novo-Archangelsk, později přejmenovanou podle domorodého názvu Shee At'iká. Do roku 2020 se v centru města nacházela i Baranovova socha, která však byla odstraněna z důvodu jeho kontroverzní historie. V roce 1808 se Sitka stala hlavním městem Aljašky a sídlem pravoslavného biskupa, vznikla zde pravoslavná katedrála sv. Michaela a luteránský kostel pro skandinávské zaměstnance Rusko-americké společnosti. Po prodeji Aljašky v roce 1867 město připadlo USA, v roce 1906 byly správní úřady teritoria přesídleny do Juneau.

## Ekonomika a kultura
Sitka je významným přístavem, její ekonomika stojí na rybolovu a zpracování dřeva. Nachází se zde národní historický park s totemy původních obyvatel, chráněnou památkou je také bývalá rezidence biskupa Innokentije. Město má dvě nemocnice, kampus Univerzity jihovýchodní Aljašky, muzeum, knihovnu a záchrannou stanici pro dravé ptáky, každoročně se koná jazzový festival a akce WhaleFest, na kterou přijíždějí turisté kvůli pozorování keporkaků.

## Památky
Katedrála sv. Michala z roku 1848 je jedním z center aljašské pravoslavné diecéze.

## Partnerská města
- Nemuro (Japonsko)